# 納比利斯凱
50°59′15″N 30°54′28″E / 50.98750°N 30.90778°E
納比利斯凯（烏克蘭語：Набільське），是烏克蘭北部切爾尼希夫州切爾尼希夫區奥斯泰尔市镇的村庄。始建於1673年，面積0.38平方公里，海拔高度105米，2001年人口84，人口密度每平方公里220人。